# Promjenljiva maglica
Promjenljiva maglica je odrazna maglica kojoj se sjajnost mijenja zbog toga što se mijenja sjajnost njihove zvijezde.

## Primjeri
- NGC 1555
- NGC 2261
- NGC 6729